# Џон Першинг
Џон Џозеф Першинг (енгл. John Joseph Pershing; Лаклид, 13. септембар 1860 — Вашингтон, 15. јул 1948) је био високи официр Војске Сједињених Држава. Першинг је једини официр у историји америчке војске који је за живота унапређен у највиши чин који је икада постојао у Војсци Сједињених Држава, чин генерал војске Сједињених Америчких Држава.
Ретроактивни конгресни едикт донет 1976. је прогласио да нико никада није имао, нити ће икад имати виши чин од Џорџа Вашингтона.). Першинг такође има први официрски сервисни број америчке војске (O-1). Предводио је Америчке експедиционе снаге у Првом светском рату, и сматра се ментором генерацији славних америчких генерала која је предводила америчку војску у Европи током Другог светског рата, међу којима су Џорџ Маршал, Двајт Ајзенхауер, Омар Бредли и Џорџ Патон.

## Детињство и младост
Џон Џ. Першинг је рођен на фарми близу Лаклида, Мисури. Његов отац, Џон Ф. Першинг је био бизнисмен немачко-америчког порекла који је имао продавницу. Кад је почео Амерички грађански рат, Џон Ф. Першинг је радио као снабдевач за 18. добровољачку пешадију Мисурија, али није служио у војсци.
Џон Џ. Першинг је похађао школу у Лаклиду, резервисану за ученике надпросечне интелигенције који су били деца угледнијих грађана. Након што је завршио школу 1878, постао је учитељ за локалну афроамеричку децу. Тада је стекао разумевање за расна питања која су му касније била од користи када је командовао афроамеричким војницима.
Године 1880, Першинг је ступио у Нормалну школу северног Мисурија (данас Труманов државни универзитет) у Кирксвилу, Мисури. Две године касније је аплицирао за Војну академију. Першинг је касније признао да се одлучио на овај корак јер му је то омогућавало да стекне боље образовање него да је остао у руралном Мисурију.

## Вест Поинт
Першинг је положио заклетву као кадет Вест Поинта на јесен 1882. Рано је изабран команду, и постао је редом први каплар, први наредник и први капетан, највиши могући чин за кадета. Першинг је командовао ex officio почасном стражом Вест Поинта, која је пратила сахрану америчког председника Гранта..
Џон Џ. Першинг је дипломирао на Вест Поинту на лето 1886. уз похвалу начелника Вест Поинта, генерала Веслија Мерита, због високих лидерских вештина и изванредне способности. Имао је 26 година и дипломирао је као 30. у класи од 77.
Кратко је разматрао да тражи одлагање активне војне службе како би студирао права, али се предомислио.

## Рана каријера
Першинг је ступио у активну службу 30. септембра 1886, и додељен је 6. коњичком пуку стационираном у Форт Бајарду, у Територији Новог Мексика. Док је служио у 6. коњичком пуку, Першинг је учествовао у неколико сукоба са Индијанцима и истакао се храброшћу у борби са Апачима. Током боравка у Форт Стентону, Першинг и његова два блиска пријатеља, поручник Џулијус Пен и поручник Ричард Б. Педок су добили надимак три зелена П. Слободно време су проводили у лову и бавећи се шпанским плесовима. Першингова сестра Грејс се удала за Педока 1890.
Између 1887. и 1890, Першинг је служио са 6. коњичким пуком на разним местима у Калифорнији, Аризони и Северној Дакоти. Постао је одличан стрелац и 1891. је оцењен као други стрелац пиштољем и пети стрелац пушком од свих војника америчке војске.
На 9. децембар 1890, 6. коњички је стигао у Су Сити, где је Першинг учествовао у сузбијању последњих устанака Сијукса. Учествовао је у масакру код Рањеног Колена.
Годину дана касније је постављен за инструктора војне тактике на Универзитету у Небраски. На овој дужности је био до 1895. Док је био у Небраски, Першинг је студирао права и дипломирао је 1893.
Дана 1. октобра 1895, Першинг је унапређен у натпоручника и преузео је команду над трупом 10. коњичког пука, који се састојао од војника црнаца и официра белаца. Командовао је експедицијом чији је циљ било депортовање великог броја Индијанаца у Канаду.
Године 1897, Першинг је постао инструктор на Вест Поинту, где је ступио у тактички штаб. Док је био на Вест Поинту, кадети, незадовољни Першинговом строгошћу и високим стандардима, су му наденули надимак Црнчуга Џек што се односило на његово службовање у 10. коњичком пуку. Овај надимак су новинари који су пратили Першинга током Првог светског рата умекшали у Црни Џек (Блек Џек).

## Шпанско-амерички и Филипинско-амерички рат
Кад је почео Шпанско-амерички рат, натпоручник Першинг је привремено унапређен. Борио се са 10. коњичким пуком на Куби за шта је одликован.
У марту 1899, након што је прележао маларију, Першинг је постављен за шефа царине која је надгледала окупационе снаге на територијама освојеним у Шпанско-америчком рату укључујући Кубу, Порторико, Филипине и Гвам.
Кад је избио Филипинско-амерички рат, Першинг је послат у Манилу. И даље под привременим унапређењем, је учествовао у борбама у овом рату где је одликован за храброст због акција на реци Кагајан где је покушавао да уништи филипинско упориште у Макајамбу.
Године 1901, Першингово привремено унапређење је повучено и вратиосе на чин капетана. Служио је са 1. коњичким пуком на Филипинима. Касније је додељен 15. коњичком пуку, где је служио као обавештајни официр и учествовао у акцијама против Мороа. Одликован је за храброст на језеру Ланао. Јуна 1901. је служио као командант кампа Викарс у Ланау, Филипини, након што је претходни командант унапређен у бригадног генерала.

## Успон до генералског чина
Јуна 1903, Першингу је наређено да се врати у Сједињене Државе. Председник Теодор Рузвелт, који је уочио Першингове способности, је тражио од генералштаба да унапреди Першинга у чин пуковника. У то доба, официри су унапређивани најчешће по старешинству, а не по заслугама. Мада је Першинг важио за способног официра који би требало да постане пуковник, генералштаб је одбио да промени своју праксу како би Першинг био унапређен. Генералштаб је одбио да разматра чак и унапређење у чин потпуковника или мајора. Ово је разљутило Рузвелта, али је у његовој моћи било унапређивање официра који имају генералске чинове, а не и оних са нижим чиновима, па стога није био у прилици да у том тренутку унапреди Першинга.
Године 1904, Першинг је постављен за помоћника начелника штаба југоисточне армијске дивизије стациониране у Оклахома Ситију. Октобра 1904, је похађао Армијски ратни колеџ а онда му је наређено да се јави у Вашингтон.
Како Рузвелт још увек није могао да унапреди Першинга, тражио је од Конгреса да га постави у дипломатску службу, и Першинг је постао војни аташе у Токију 1905. Исте године, Першинг се венчао са Хелен Франсес Ворен, ћерком моћног америчког сенатора, Франсиса И. Ворена, републиканца из Вајоминга. По неким наводима, овај савез је помогао његовој војној каријери.
Након што је служио као посматрач у Руско-јапанском рату, Першинг се вратио у Сједињене Државе на јесен 1905. У несвакидашњем потезу, Рузвелт је искористио председничка овлашћења и тражио од Конгреса да Першинг буде унапређен у чин бригадног генерала, што је Конгрес одобрио. Овим унапређењем је Першинг прескочио три чина и више од 835 официра који су били старији од њега, и то се није свидело многим официрима који су сматрали да је унапређење било последица Першингових политичких веза а не војничких способности. Међутим, многи официри који су подржавали Першинга су сматрали да судећи по његовим показаним способностима у командовању трупама у борби, његово унапређење, иако необично, није било непримерено.
Године 1908, Першинг је кратко служио као амерички војни посматрач на Балкану. По повратку у Сједињене Ддржаве крајем 1909, Першинг је опет послат на Филипине, где је боравио до 1912. Док је био на Филипинима, служио је као командир тврђаве Макинли у близини Маниле, и као гувернер провинције Моро. Најмлађе од Першингових четворо деце је рођено на Филипинима, и током боравка тамо је постао припадник Епископалне цркве.

## Панчо Виља, лична трагедија и Мексичка револуција
Јануара 1914, Першинг је постављен за команданта 8. коњичког пука, стационираног у Форт Блису у Тексасу и задуженог за безбедност дуж америчко-мексичке границе. Марта 1916, под командом генерала Фредерика Фанстона, Першинг је предводио 8. пук у неуспешном походу у Мексику против Панча Виље. Першинг је иначе 1913. упознао Панча Виљу. У ово доба, Џорџ Патон је служио са Першингом.
Након што је провео годину дана у Форт Блису, Першинг је одлучио да пресели своју породицу тамо. Припреме за селидбу су биле готово окончане када је у јутро 27. августа 1915. Першинг примио телеграм који га је обавестио о трагичном пожару у коме су се од дима угушили његова супруга Хелен и три млађе ћерке. Само је његов шестогодишњи син Ворен спасен. Многи који су познавали Першинга су рекли да се никада није опоравио од њихове смрти. Након сахрана у Вајомингу, Першинг се вратио у Форт Блис са својим сином Вореном и сестром, где је наставио са извршавањем дужности командујућег официра.

## Први светски рат
Кад су се Сједињене Државе умешале у Први светски рат, амерички председник Вудро Вилсон је разматрао могућност мобилизације војске. Фредерик Фанстон, Першингов претпостављени у Мексику је био први кандидат за команданта Америчких експедиционих снага (АЕФ), када је изненада умро од срчаног удара 19. фебруара 1917. По америчком уласку у рат, Вилсон је након кратког разговора именовао Першинга за командујућег, и он је на тој дужности остао до 1918. Першинг, који је био генерал-мајор је унапређен у пуног генерала (први након Филипа Шеридана 1888) Националне армије, и био је одговоран за организацију, тренинг и снабдевање комбиноване професионалне и регрутоване војске и снага Националне гарде, која је од почетних 27.000 неискусних војника на крају порасла на две армије (трећа је била у фази формирања кад је рат завршен) са укупно преко два милиона војника.
Першинг је имао врло велику контролу јер су му председник Вилсон и секретар рата Њутн Д. Бејкер (енгл. Newton D. Baker) препустили сав ауторитет. Бејкер, свестан сталних проблема на домаћем фронту и међу савезницима у вези са доношењем војних одлука у доба рата, је Першингу дао овлашћења без преседана да командује онако како он мисли да је најбоље. Першинг је, са своје стране, своја овлашћења користио пажљиво, не уплићући се у питања која би могла да га ометају или му умање команду. Иако је дуго командовао војницима црнцима, Першинг није захтевао да се овим војницима дозволи пуно учешће на бојном пољу, јер је био свестан општих расних ставова Американаца белаца, као и Вилсоновог расизма и својих политичких дугова према јужњачким демократским политичарима
Џорџ Маршал је служио као један од Першингових главних помоћника током и након рата. Першингов првобитни начелник штаба је био бизнисмен Џејмс Харборд, који је касније преузео команду на фронту али је остао Першингов најближи помоћник, и много година је остао врло лојалан Першингу.
Након што је отпутовао у тајности из Форт Џеја у Њујоршкој луци, у Француску је стигао у јуну 1917. Како би се демонстрирало америчко присуство у Француској, убрзо по његовом доласку су делови 16. пешадијског пука марширали кроз Париз. Заставши код гроба маркиза Лафајета, Першинг је наводно изговорио чувену реченицу, Стигли смо, Лафајет. Ову реченицу је у ствари изговорио Першингов помоћник, пуковник Чарлс Стантон. Америчке снаге су распоређене у Француској на јесен 1917.

### Пуно америчко учешће
Почетком 1918, читаве америчке дивизије су пристигле на фронт уз француске трупе. Першинг је инсистирао да јединице АЕФ-а буду под америчком командом, а не да буду подељене по батаљонима како би попуниле британске и француске пукове и бригаде (мада су се 27. и 30. америчка дивизија, позајмљене током очајничких дана у пролеће 1918, бориле у оквиру британско-аустралијско-канадске четврте армије до краја рата, учествовавши у пробијању Хинденбургове линије у октобру.).
Октобра 1918. године, Першинг је уочио потребу за специјализованим снагама војне полиције, и прва америчка школа за војну полицију је успостављена у Отуну, Француска. Због овога, Першинг се сматра оснивачем војне полиције.
Због негативних утицаја рововског ратовања на стопала војника, у јануару 1918, Першинг је надгледао развој унапређене борбене чизме, Рововска чизма 1918, која је након увођења постала позната као Першингова чизма.
Америчке снаге су у првим озбиљним борбама учествовале у лето 1918, учествовавши са осам великих дивизија, уз 24 француске, у Другој бици на Марни. Уз победу четврте армије код Амјена, француско-америчка победа у Другој бици на марни је представљала прекретницу у рату на Западном фронту.
Августа 1918. је формирана америчка Прва армија, прво под директном Першинговом командом, а затим под командом Хантера Лигета, након што је формирана америчка Друга армија, под командом Роберта Буларда. Након брзе победе код Сен Михијела, источно од Вердена, неки агресивнији командири Америчких експедиционих снага су се надали продору источно до Меца, али ово се није уклапало у планове врховног савезничког команданта, маршала Фоша, за три симултане офанзиве на избочину на Западном фронту (друге две офанзиве су биле пробијање Хинденбургове линије од стране четврте армије, и англо-белгијска офанзива у Фландрији). Уместо продора, Америчке експедиционе снаге су биле размештене, и уз помоћ француских тенкова започеле велику офанзиву ка северу по врло тешком терену код Мезе-Аргона. У почетку је бројчани однос био осам према један, али временом је ова офанзива везала 35 до 40 од око 190 немачких дивизија на Западном фронту. Међутим, перспективе ради, око половине немачких дивизија је било везано на сектору Британских експедиционих снага у то доба.
Када је стигао у Европу, Першинг је отворено презирао споро рововско ратовање од претходне три године на Западном фронту, верујући да ће им вештина америчких војника омогућити да избегну скупе и бесмислене борбе око малих површина ничије земље. Британски и француски генерали су ово сматрали нереалним (као и одређени број америчких генерала, као што су били Таскер Х. Блис и Хантер Лигет. Америчке експедиционе снаге су се добро показале у релативно отвореним борбама у Другој бици на Марни, али коначна америчка стопа губитака против немачких дефанзивних позиција у Аргону (120.000 губитака за шест недеља против 35 или 40 немачких дивизија) није била значајно мања него у француско-британској офанзиви на Соми две године раније (600.000 за четири и по месеца против око 50 немачких дивизија). У Другој бици на Марни је освојено више територије али је и немачка војска била у лошијем стању него претходних година.
Неки аутори су спекулисали да је Першингова фрустрација због спорог напредовања кроз Аргон узроковала два инцидента који су уследили. Прво, наредио је да Прва армија преузме част освајања Седана, попришта француског пораза 1870; у конфузији која је настала (издато је наређење да границе нису обавезујуће) је изложила америчке трупе опасности не само од Француза с леве стране већ и међусобно, јер је 1. дивизија нападала на запад ноћу прелазећи путању 42. дивизије (извори се не слажу да ли је тачно да је Даглас Макартур заиста ухапшен јер је помешан са немачким официром). Лигет, који је претходног дана био ван штаба, морао је да среди настали неред и да примени инструкције врховног команданта, маршала Фоша, дозволивши Французима да освоје град; касније је изјавио да је то била једина ситуација током рата када се заиста изнервирао и изгубио смиреност.
У својим мемоарима, Першинг је тврдио да је америчко пробијање из Аргона почетком новембра представљало одлучујући догађај који је натерао Немце да прихвате примирје, јер је линија Антверпен-Меза постала неодбрањива. Ово је вероватно преувеличавање; избијање грађанских нереда у Немачкој, поморска побуна, пропаст Бугарске, Турске, и поготово Аустроугарске након савезничких победа код Солуна, у Сирији, Италији и савезничке победе на Западном фронту су били међу битним догађајима који су на јесен 1918. јасно показали да је савезничка победа неизбежна, и дипломатско распитивање у вези са примирјем је почело већ у октобру.
Амерички успеси су у великој мери приписани Першингу, и он је постао најславнији амерички војсковођа у Првом светском рату. Даглас Макартур је видео Першинга као салонског војника, и однос између њих двојице је био све лошији како је рат одмицао. Сличне критике на рачун највиших команданата су се чуле од стране млађе генерације официра (будућих генерала Другог светског рата) у британској и другим армијама, али иако није било неуобичајено да команданти бригада буду близу фронта па чак и да погину, стање комуникација у Првом светском рату је учинило практичнијим да највиши генерали командују из позадине. Контроверзна је његова наредба трупама да наставе са борбом након потписивања примирја. Ово је исходовало губицима од 3.500 америчких војника последњег дана рата, што је неколико официра под његовом командом сматрало убиством.

## Каснија каријера
1919, као признање за истакнуту службу у Првом светском рату, амерички Конгрес је овластио председника да унапреди Першинга у чин генерала војске Сједињених Америчких Држава што је највиши могући чин за било ког припадника оружаних снага Сједињених Држава, чин који је уведен посебно за њега и он је био једини који је носио тај чин у то време (генерала Џорџа Вашингтона је постхумно у овај чин унапредио амерички председник Џералд Форд 1976. године). Першинг је такође овлашћен да сам сачини ознаке које ће носити уз овај чин, и он је изабрао да носи четири златне звезде до краја своје каријере, што се разликовало од четири (привремене) сребрне звезде које је носио начелник генералштаба армије, и од ознаке са пет звездица за чин генерала армије, које су носили Маршал, Макартур, Бредли, Ајзенхауер и Арнолд у Другом светском рату (Першингов чин је био изнад њиховог чина).
Током двадесетих година двадесетог века је постојала иницијатива да Першинг постане председник Сједињених Држава, али је он одбио да активно учествује у кампањи. У једном новинском чланку је рекао да не би одбио да служи ако би га народ хтео, и ова изјава је доспела на насловне стране. Мада је Першинг био републиканац, многи од партијских вођа су сматрали да је исувише блиско везан за политику демократског председника Вилсона. Републиканци су на крају номиновали сенатора Ворена Хардинга из Охаја, који је победио на председничким изборима 1920.
Године 1921, Першинг је постао начелник генералштаба војске Сједињених Држава, што је позиција на којој је био три године. Сачинио је Першингову мапу, предлог националне мреже војних и цивилних ауто-путева. Међудржавни систем ауто-путева који је уведен 1956. има значајне сличности са Першинговом мапом. 1924, Першинг, који је тада имао 64 године се делимично повукао из активне војне службе. 
Дана 1. новембра 1921, Першинг је у Канзас Ситију учествовао у церемонији почетка изградње Либерти меморијал, великог меморијалног центра у коме се данас налази амерички Национални музеј Првог светског рата. Присутни су били и генерал-потпуковник Барон Жак из Белгије, адмирал Дејвид Бити из Велике Британије, маршал Фердинанд Фош из Француске и генерал Армандо Дијаз из Италије. Један од главних говорника је био амерички потпредседник Калвин Кулиџ. 1935. су у меморијални центар додате бронзане рељефне бисте Першинга, Жака и Дијаза, које је сачинио вајар Вокер Хенкок.
Дана 2. октобра 1922, Першинг је у хотелу Виљард у Вашингтону са неколико стотина официра, од којих су многи били ветерани борби из Првог светског рата, званично основао Удружење резервних официра (РОА). Ово је професионална организација која броји око 75.000 бивших официра и њихових супруга из свих грана америчких оружаних снага. Конгресном повељом је утврђено да Удружење резервних официра саветује председника САД у вези са питањима националне безбедности.
Током 1930-их, Першинг је живео повучено, али су га прославили његови мемоари, Моја искуства из Светског рата, књига која је 1932. награђена Пулицеровом наградом за историју. Такође је у овом периоду био активан у Цивитанској интернационали.
1940, Першинг је био отворени заговорник помоћи Уједињеном Краљевству током Другог светског рата. 1944, кад је уведен чин генерал армије (пет звездица), Першинг је признат као официр са највишим чином у војсци Сједињених Држава. Када су га упитали да ли ово значи да је Першинг генерал са шест звездица, секретар рата, Хенри Л. Стимсон је одговорио да није тако јер Першинг никада није носио више од четири звездице, али да Першинг ипак има виши чин од свих тренутних генерала са пет звездица.
Јула 1944, Першинга је посетио вођа Слободне Француске, Шарл де Гол. Када је Першинг, тада већ напола сенилан, упитао свог госта за здравље свог старог пријатеља, маршала Петена (који је био вођа Вишијевске Француске и сарадник нациста), де Гол је тактично одговорио да је, када га је последњи пут видео, маршал био добро.
Дана 15. јула 1948, Першинг је умро од коронарне болести срца у војном медицинском центру Валтер Рид у Вашингтону (где је и живео од 1944). Сахрањен је на Националном гробљу Арлингтон.